# Презіденті-Пруденті (мезорегіон)
Презіденті-Пруденті (порт. Mesorregião de Presidente Prudente) — адміністративно-статистичний мезорегіон в Бразилії, входить в штат Сан-Паулу. Населення становить 1000 тис. чоловік на 2006 рік. Займає площу 24 035,376 км². Густота населення — 35,1 чол./км².

## Склад мезорегіону
У мезорегіон входять наступні мікрорегіони:
1. Адамантіна
2. Драсена
3. Презіденті-Пруденті

| Бразилія | Це незавершена стаття з географії Бразилії. Ви можете допомогти проєкту, виправивши або дописавши її. |